# Place Charles (Prague)
La place Charles à Prague (connue sous le nom de Karlák, ancien marché aux bestiaux, ou Karlsplatz en allemand) est la plus grande place de la République tchèque et une des plus grandes d'Europe (80 552 m2, soit 8 hectares) . Elle relève administrativement de Prague 2, historiquement à la Nové Město (Nouvelle Ville). Le nom actuel, d'après Charles IV, est donné depuis 1848, alors que l'on parlait avant de marché aux bestiaux, ou Viehmarkt en Allemand.

## Description et histoire

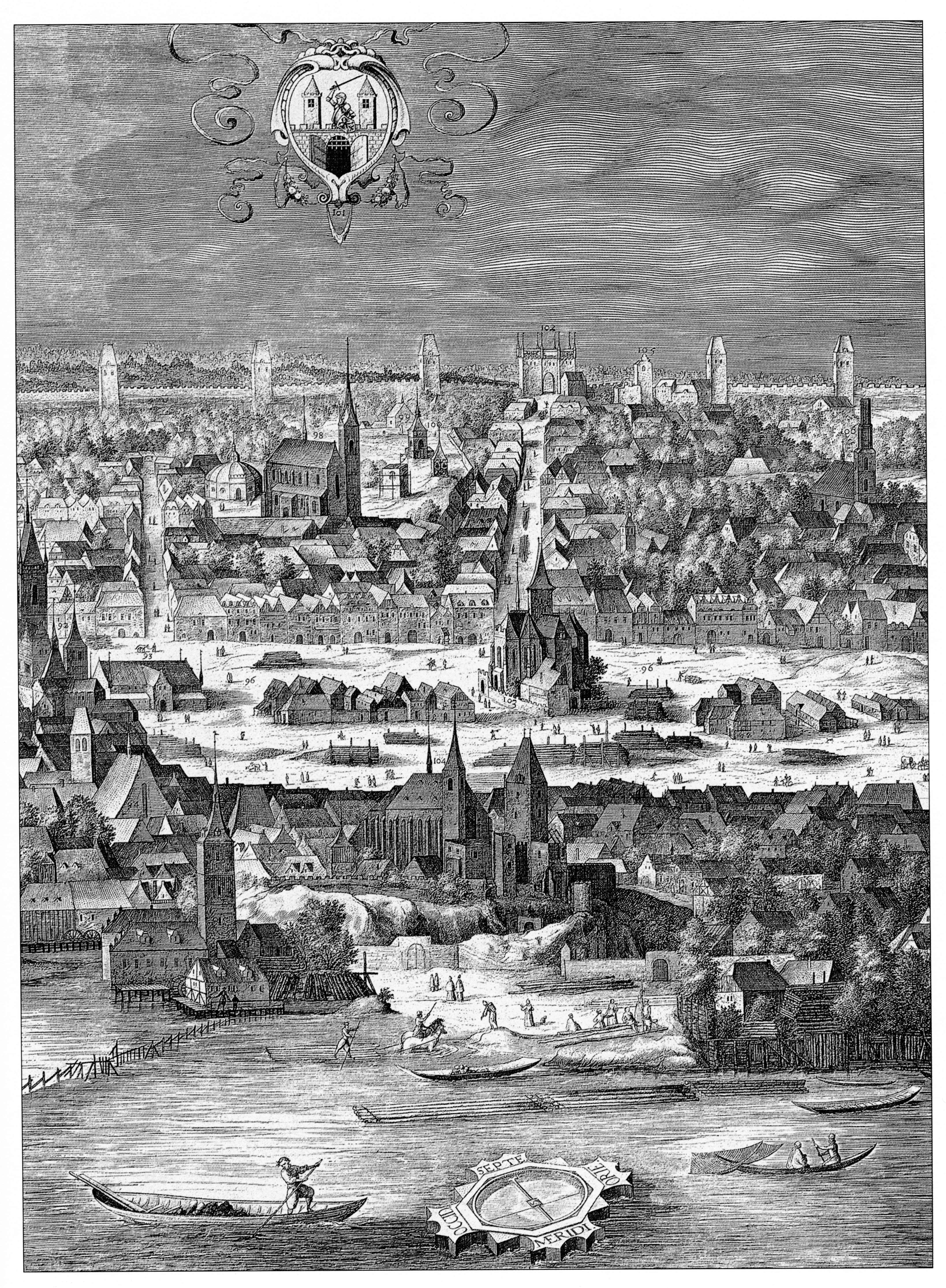
Prospectus Sadeler de 1606, Nouvelle Ville. Il y a plusieurs bâtiments qui n'existent plus sur la place - la chapelle du corps de Dieu (103), un bloc de bâtiments au milieu de la place (96) ou Masné krámy (98)

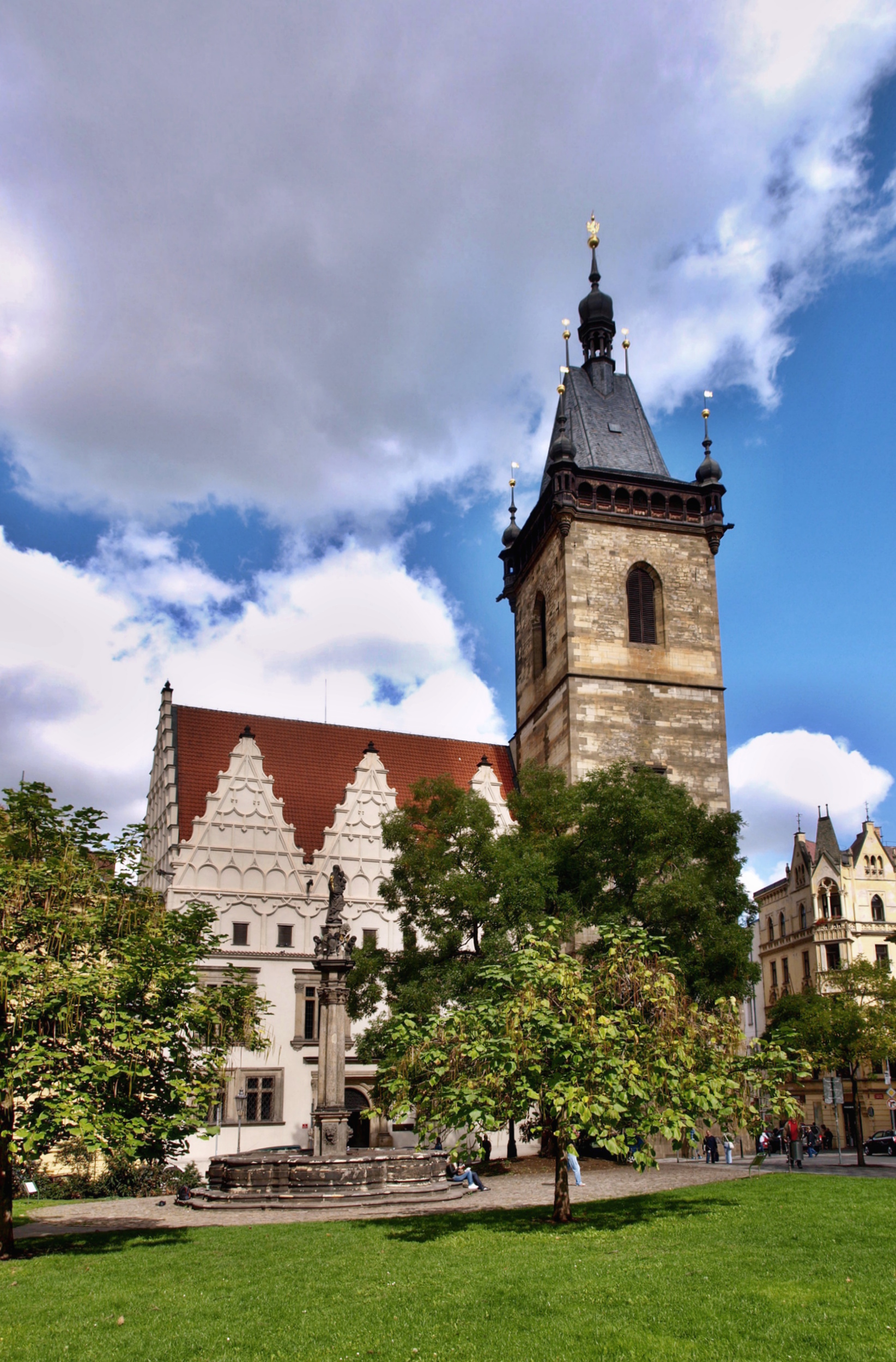
Nouvel Hôtel de ville, emblème du côté nord de la place

La place a été définie en 1348 à l'emplacement de la Nouvelle Ville de Prague à peu près en son centre, et est devenue son principal espace public, son marché et son lieu de rencontre. C’était alors la plus grande place de l’Europe médiévale  et lors de pèlerinages associés aux reliques impériales elle accueillait jusqu'à 30 000 personnes. La place a un plan en losange, presque rectangulaire d'environ 152 x 550 mètres .
Au XIXe siècle, la place a été reprise, le marché a été détruit et les zones transformées en parc. En 1884 sa forme de parc anglais avec des d'arbres plantés asymétriquement a été conçue par le célèbre architecte paysagiste tchèque František Josef Thomayer. Beaucoup d'arbres mémorables et anciens poussent encore ici. Par exemple, un érable mémorable est situé dans la partie sud de la place. En commémoration du 50e anniversaire de la fondation de la Tchécoslovaquie, le 28 octobre 1968 les élèves de l’école primaire de la rue Resslovy ont planté au sud du parc un tilleul comme un arbre symbolique de la République. La pancarte a été enlevée pendant la période de normalisation en 1972 .

## Bâtiments
Au nord, au coin de la rue Spálená, se trouve l'élégant bâtiment éclectique à quatre ailes de la Cour municipale. Sur le même côté de la rue Vodičkova se dresse le bâtiment à l’origine gothique du nouvel hôtel de ville et sa tour. Jusqu'en 1789, au sud de celle-ci, se trouvait le bâtiment gothique central de la chapelle de Corpus Christi, dont les fondations ont été sondées pour la dernière fois lors de recherches archéologiques en 2011 .
La façade est de la rue Ječná est occupée par l'église Saint-Ignace avec les locaux de l'ancien collège de l'ordre des jésuites et son ancienne chapelle de saint-François Xavier, qui ont été adaptés après 1781 à des fins militaires et abritent maintenant l'Hôpital Universitaire Général de Prague. Le côté sud de la place utilisée par l'hôpital est le palais Mladotov ou " Maison de Faust " (le bâtiment appartient à la capitale Prague).

### Bâtiments importants
- Nouvel Hôtel de Ville - Bâtiment Gothique reconstruit en 1950
- Église de Saint Ignace de Loyola - basilique baroque, à l'origine un temple jésuite
- Collège jésuite de Nove Mesto - les maisons voisines abritent l'hôpital universitaire général

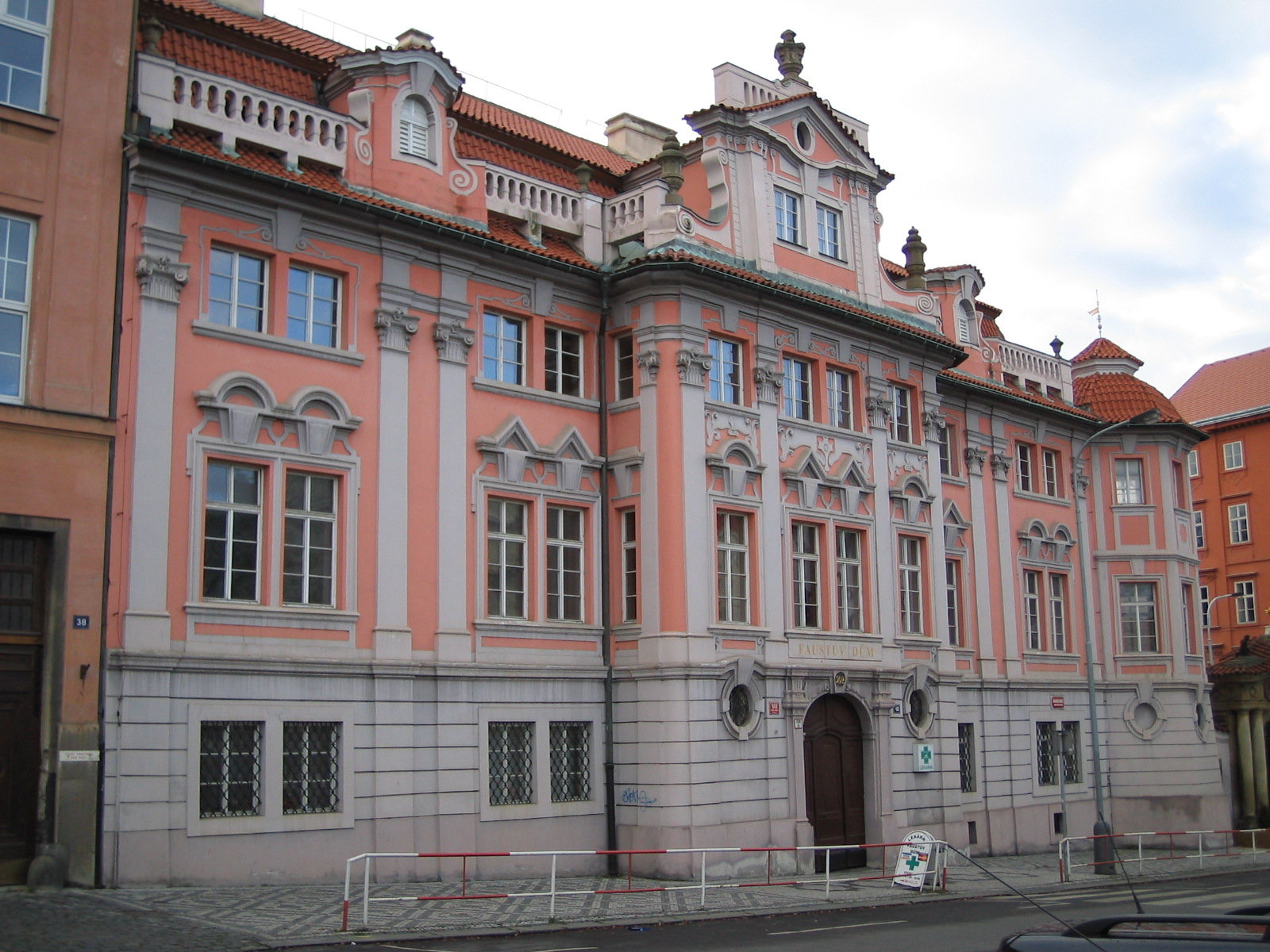
Palais Mladotov ou " Maison de Faust "

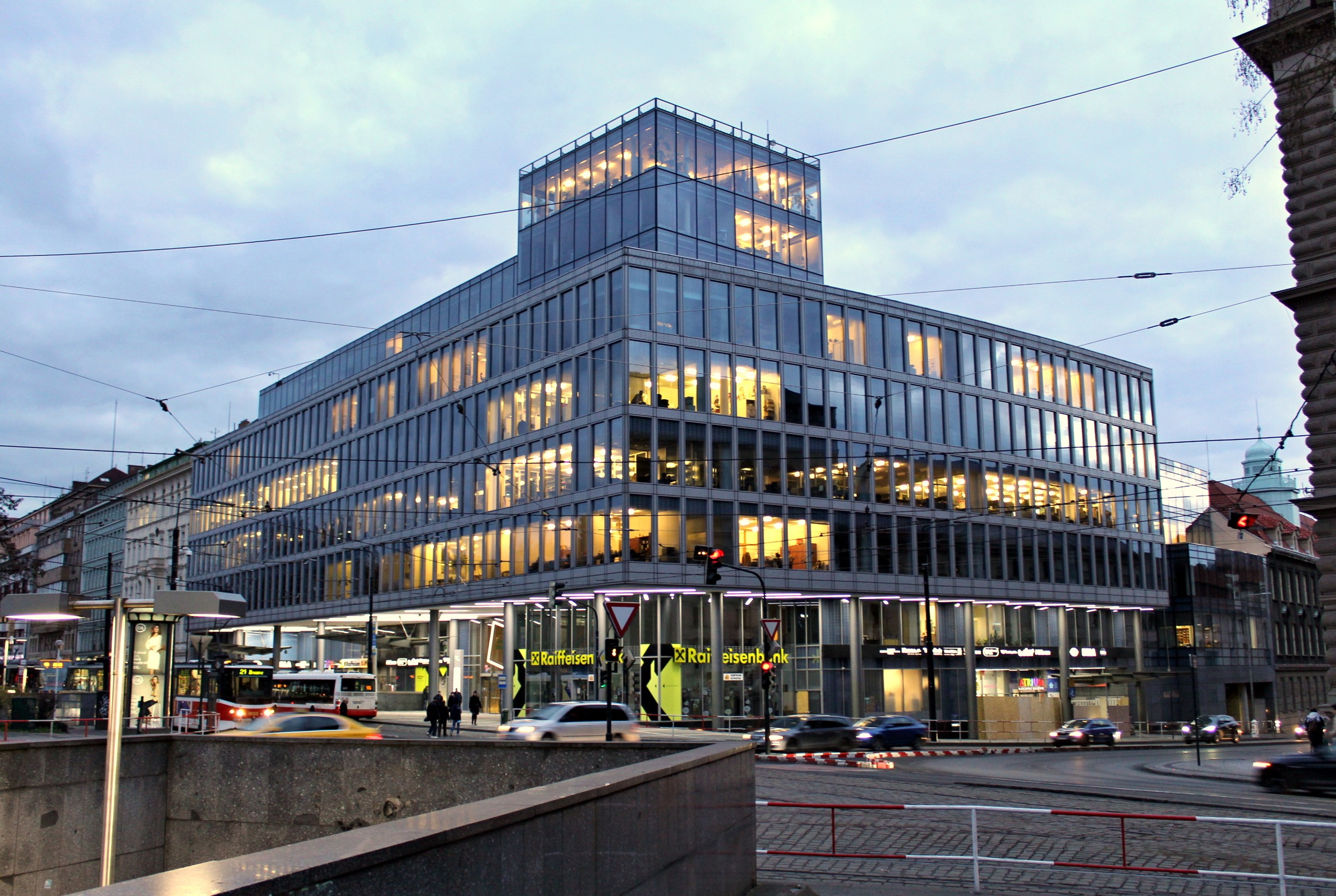
Centre Place Charles bâti en 2002 sur le site de l'ancienne maison U Salku, n ° 310, démolie en 1939

- Maison de Faust (Palais Mladotov) - baroque, maison gothique de base associée à la légende du Docteur Faust.
- La cour municipale - un bâtiment éclectique à l’origine et Cour pénale, se trouve sur le site de plusieurs maisons et de la chapelle saint-Lazare, construite en 1900-1903 par l'architecte Emil Förster.
- Palais Charitas, siège du parti politique KDU-ČSL.
- Université technique tchèque - le bâtiment se trouve au coin de la rue Resslova, sur le côté ouest de la place, sur le site du monastère de la crucifixion des gardiens du Saint-Sépulcre et de leur église Saints Pierre et Paul, conçus en 1879 par l'architecte Ignác Ullmann ; sert de facultés de génie mécanique et électrique.
- Le Centre Place Charles - nouveau bâtiment en verre de 2002, ce qui, selon les critiques, a bouleversé le caractère de la place [6].
- La maison Braun - n° 671 / au coin de la rue Řeznická, où vivait le sculpteur baroque Matyáš Bernard Braun, reconstruite en 1820 pour devenir le palais classiciste Salm-Reifferscheid.
- Immeuble Art Nouveau n° 287 / Situé au coin de la place Charles et de la rue Odborů, conçu par l'architecte Josef Kovařovice en 1913, ancien siège de la rédaction du magazine Golden Prague, après quoi l’emblème gravé sur la façade du dernier étage a été conservé, œuvre de Josef Srbek [7].
- La maison n° 555-556 / A été héritée de sa mère par le journaliste et peintre Vilém Weitenweber.
- Maison Art Nouveau La table en pierre n ° 550 / II, bâtiment des années 1911-1912 au coin de la place et de la rue Ječná se dresse sur le site d’une maison historique, où a vécu et est mort l'écrivaine Karolina Svetla. Selon la légende, il existait au milieu du XIXe siècle un comptoir appelé Stone Table, sur lequel les marchands vendaient à des commerçants [8]. Selon la légende, il s'agissait à l'origine d'un réfectoire d'autel de la chapelle abrogée de Corpus Christi et, après l'abolition de la place du marché, il aurait été muré dans les fondations de la maison. Cependant, il n'a pas été trouvé lors de sa démolition en 1911 [9].

La place est traversée par plusieurs lignes de tramway reliant la majeure partie de la ville.

## Statues, fontaines et monuments

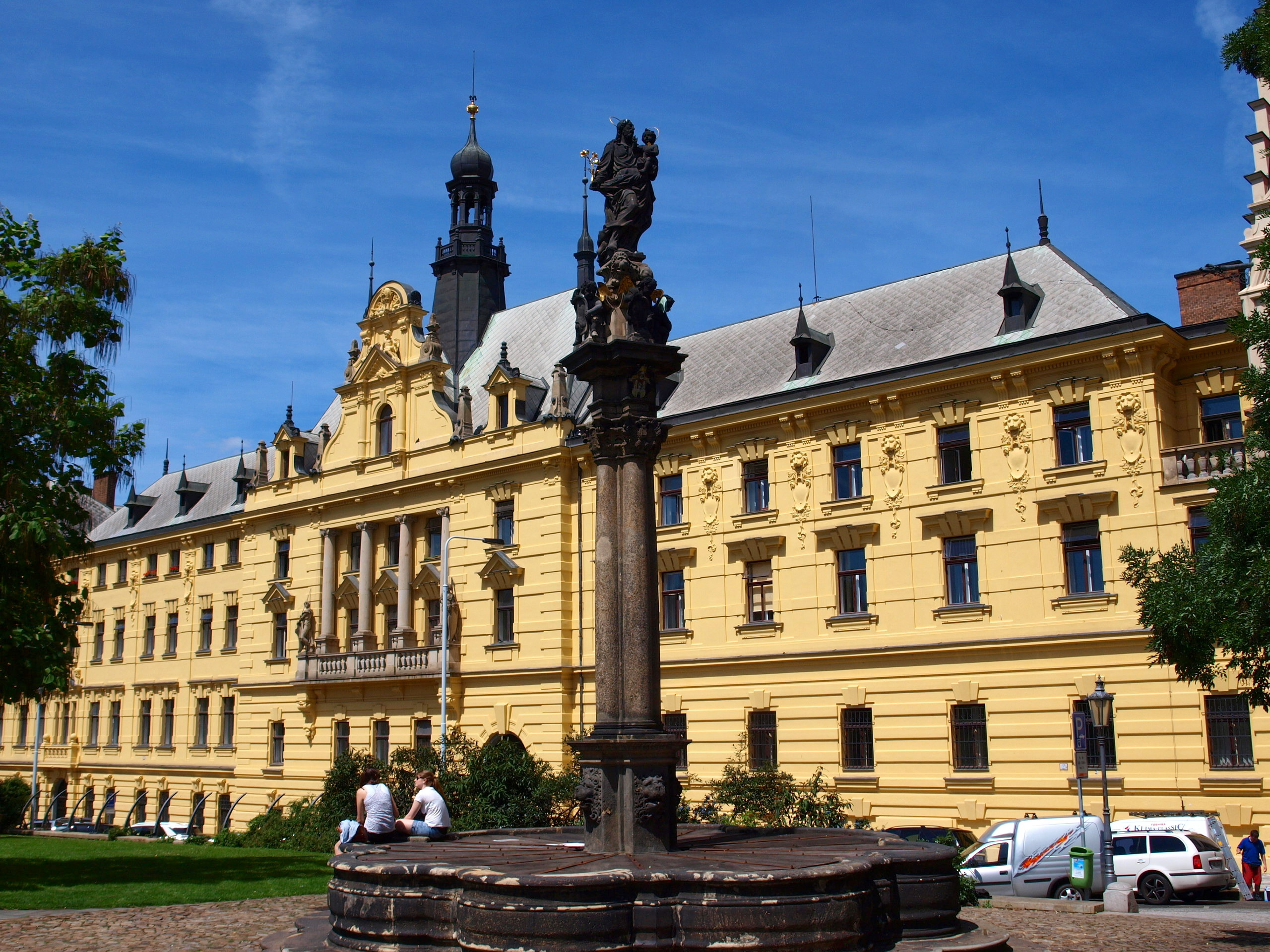
Fontaine avec colonne et statue de Saint Joseph et l'Enfant Jésus

- Monument de Benoît Roezl (botaniste et voyageur)
- Mémorial Jan Evangelista Purkyně (scientifique, médecin, chercheur, biologiste)
- Monument à Eliška Krásnohorska (écrivain)
- Monument à Karolína Světlá (écrivain)
- Monument à Vítězslav Hálek (poète)
- Fontaine devant le Nouvel hôtel de ville avec pilier et statue de St Joseph et l'Enfant Jésus, marqué par les initiales L de l'empereur Léopold Ier

## Galerie

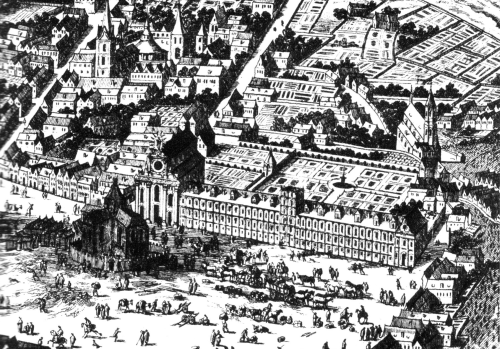
Marché aux bestiaux, Collège Jésuite, Chapelle de Corpus Christi et Église Saint-Ignace, année 1685
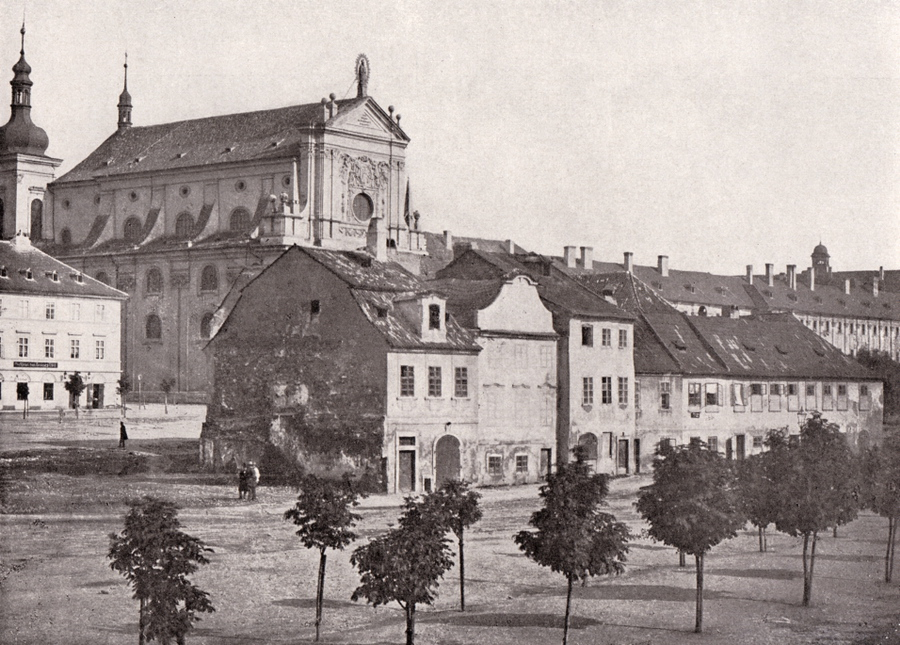
Église Saint-Ignace de Prague en 1858, par Jan Maloch
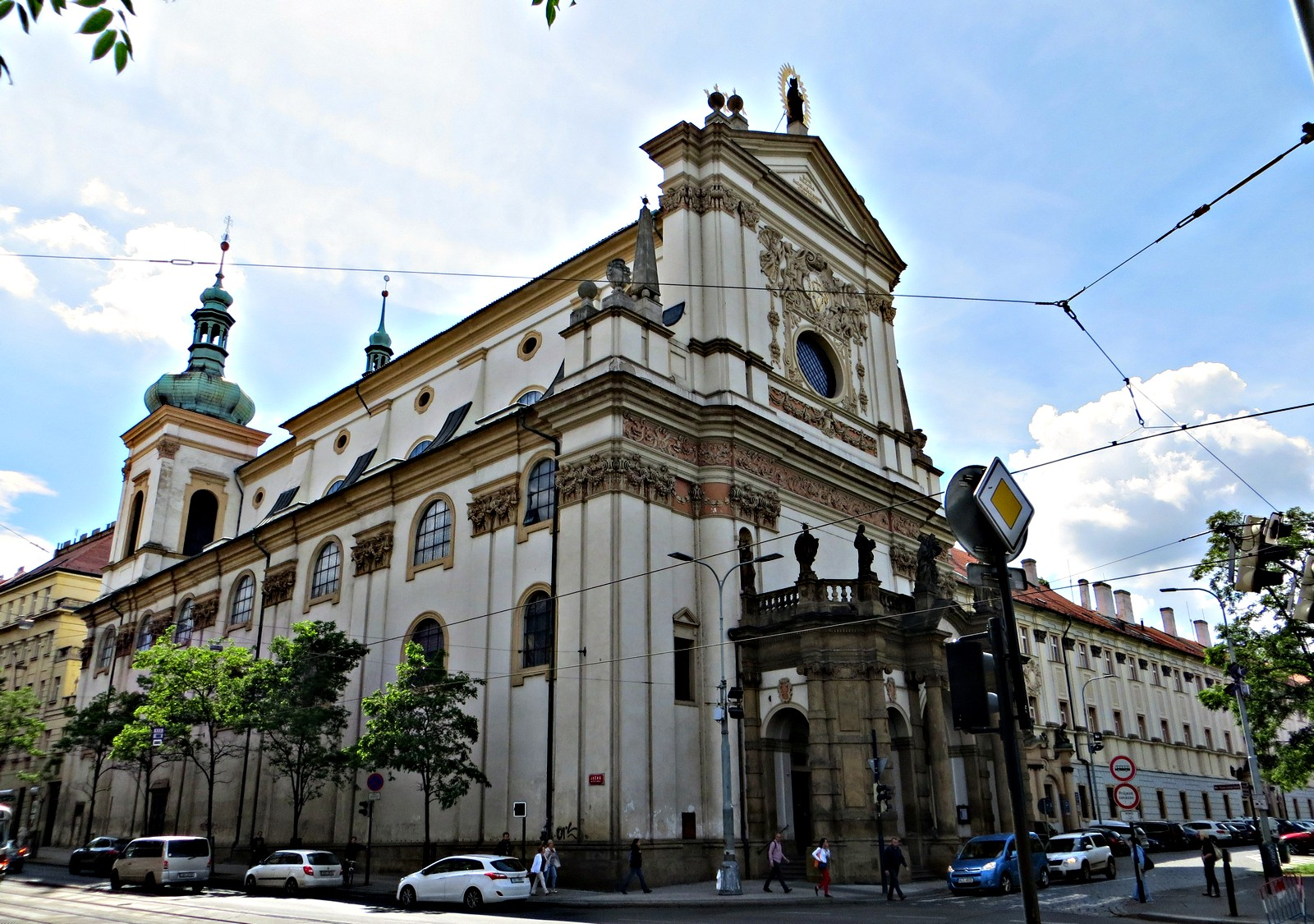
Église Saint-Ignace
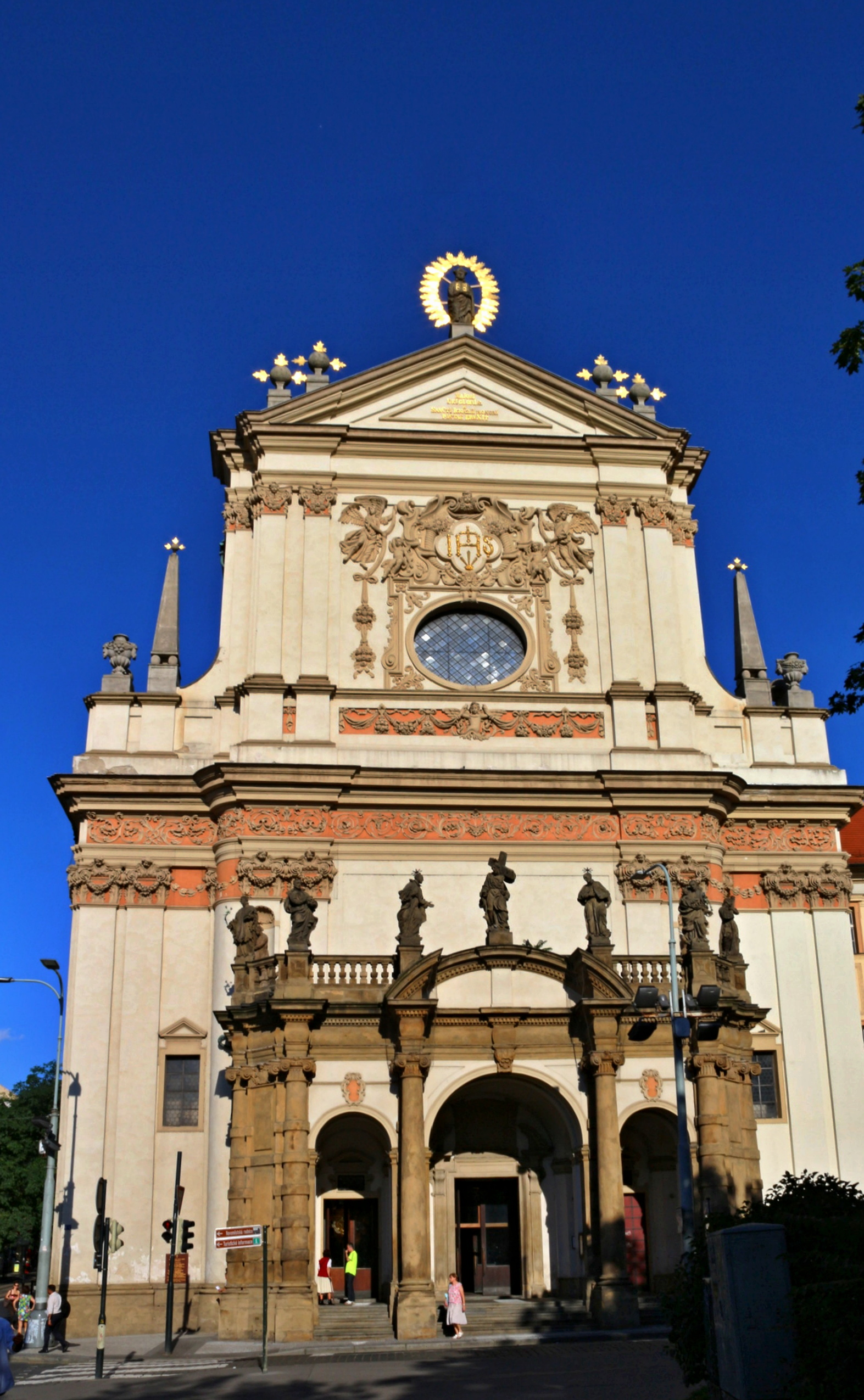
Façade de l'église
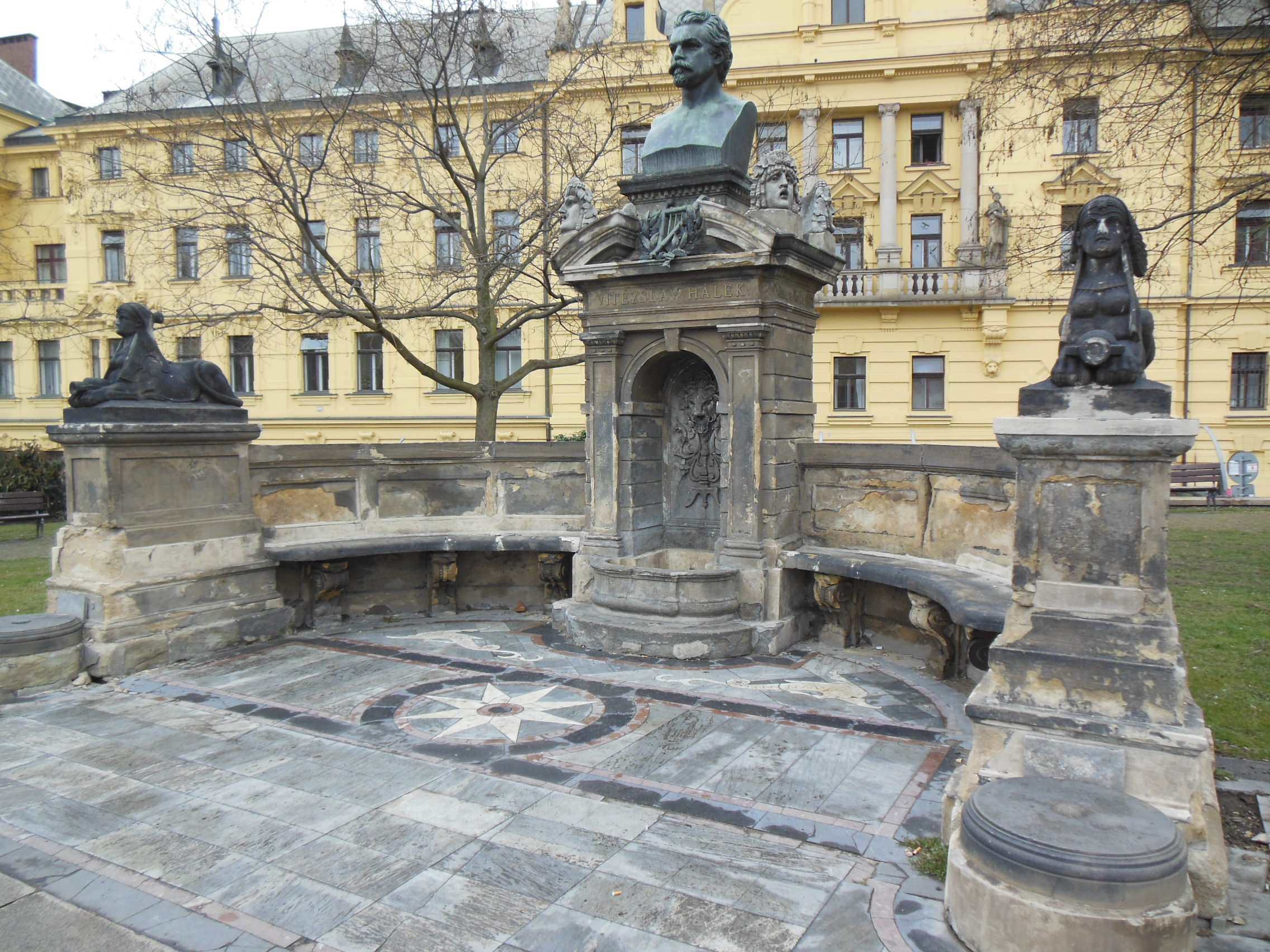
Mémorial de Vítězslav Hálek
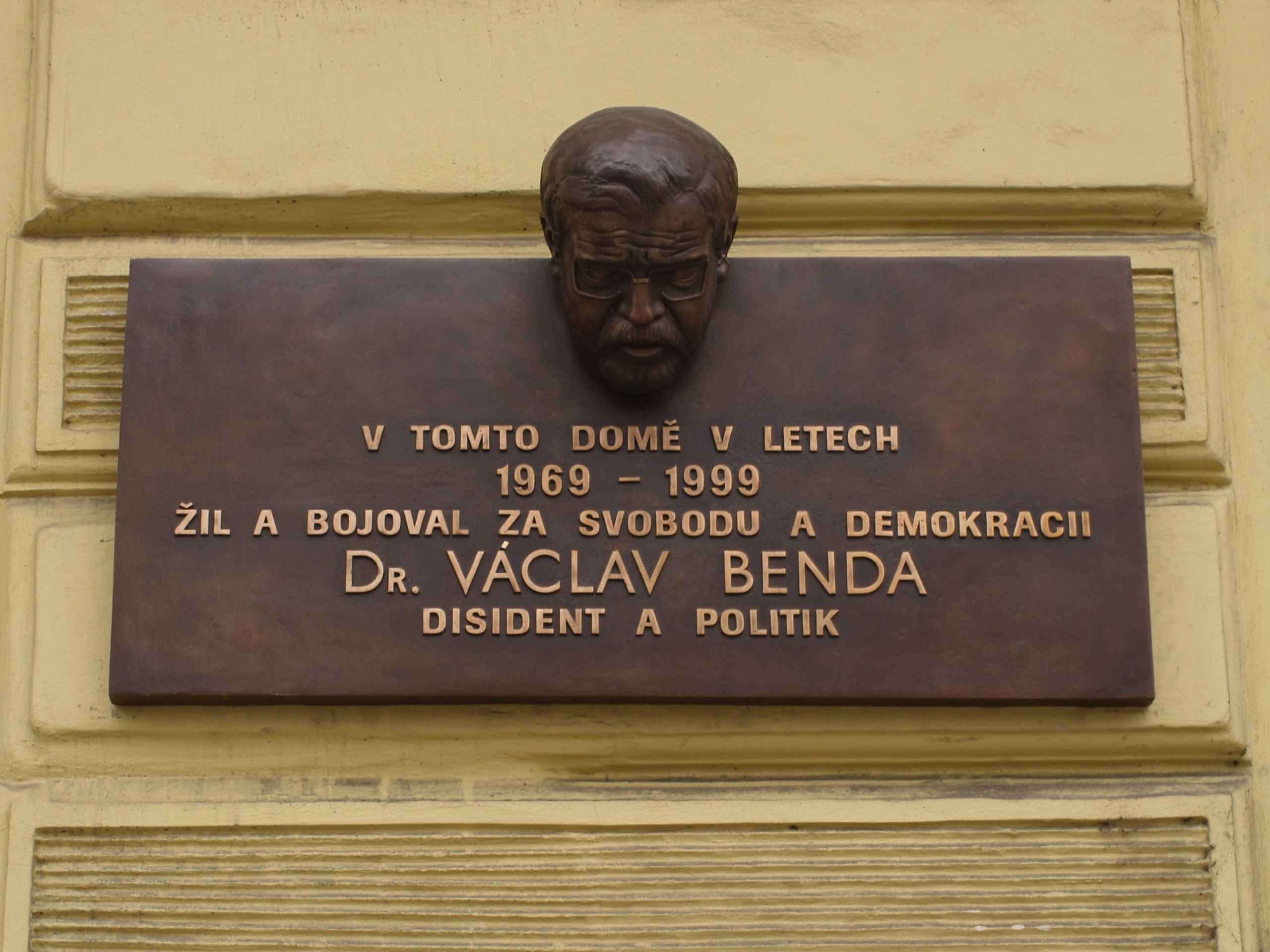
Plaque commémorative du politicien Václav Benda
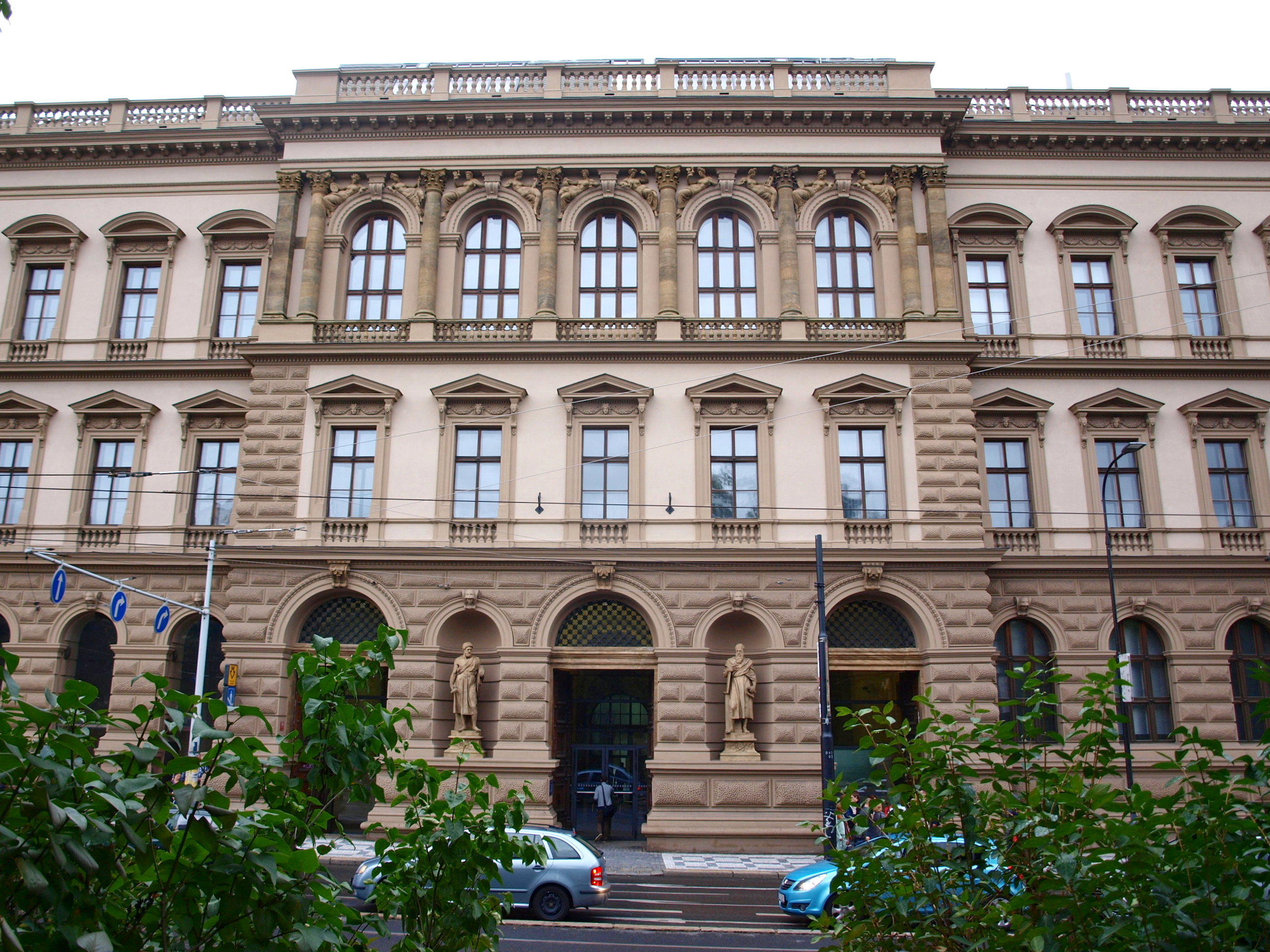
Bâtiment de l'Université Technique de Prague
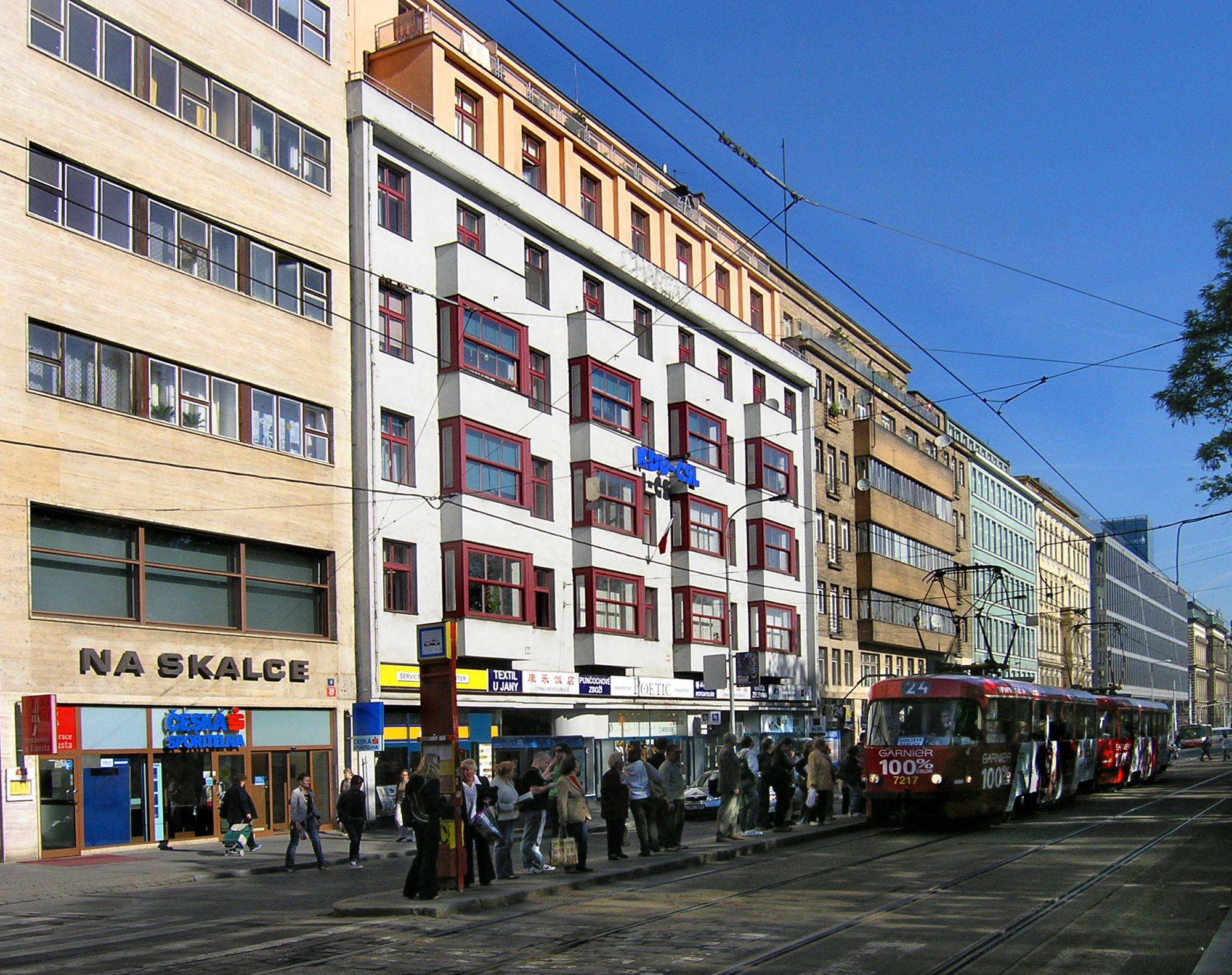
Palais Charitas, siège du parti politique KDU-CSL